# Qui vincit non est victor nisi victus fatetur
La locuzione latina "Qui vincit non est victor nisi victus fatetur" significa "Chi vince non è vincitore se il vinto non lo considera tale" (Quinto Ennio, Annales, fr. XXXI, 493).

## Contesto e significato
La frase è scritta dal poeta romano Ennio per commentare l'esito della seconda guerra punica, che vide Roma non arrendersi a seguito delle vittorie ottenute da Annibale nel corso della sua discesa militare nella penisola italiana, ed è interpretata come una risposta, se non un commento ironico, alla non comprensione da parte del generale cartaginese del fatto che i romani non riconoscessero di essere sconfitti dopo aver perso le battaglie campali, ma avessero proseguito a combatterlo con azioni di guerriglia guidati da Fabio Massimo. 
Quest'atteggiamento rompeva gli schemi etici di quel periodo, fortemente influenzati dal mondo ellenico, secondo i quali i conflitti erano risolti con battaglie in campo aperto il cui risultato era accettato come sorte definitiva della guerra; la storica Barton, citando questa frase, ricorda il commento di Servio  che osserva che i Troiani non furono sconfitti (invictos) nella guerra, poiché caddero in una imboscata, mentre gli sconfitti sono coloro che si arrendono al nemico.
Questa frase è la più famosa fra quelle scritte nei frammenti conservatisi fino all'epoca attuale dell'opera di Ennio, che costituiva la narrativa epica della storia di Roma, partendo dalla guerra di Troia, e la più densa di significato, probabilmente per il fatto che il poeta visse contemporaneamente alla guerra, e fu variamente ripresa e citata da successivi autori, a partire da Cicerone.